# Сурма (народ)
Сурма (Surma, також Suri, Shuri, Dhuri, Dhurma)— етнічна група, що проживає в південній Ефіопії та Південному Судані . Етнічна група нараховує 20 622 членів, з яких 19 622 проживають в Ефіопії, а 1000 в Південному Судані (перепис 1998 року).
Займаються скотарством й частково туризмом. Спосіб життя сурма загрожений з одного боку ефіопським урядом, який намагається «цивілізувати» «примітивний» народ сурма, а з іншого боку — біженцями з Судану.
Мова сурма (ISO 639-3 suq) належить до східносуданської групи нілотсько-сахарської мовної сім'ї.
Традиційна прикраса сурма — так звана «губна тарілка» (див. ілюстрацію).